# MHTML
MHTML (acrônimo de MIME HTML), também conhecido por MHT (que deriva da extensão de arquivo .mht), é um formato de arquivo criado pela Microsoft Corporation baseada em documentos HTML. A função deste porém é simplificar conteúdos em páginas Web, embutindo-os junto às linguagens de uma certa página e formando um arquivo único e completo.
Trata-se de uma página Web indexada, ou popularmente, arquivada. Quando você salva uma página como uma página arquivada, esta conserva todas as ligações relativas da página, remapeando-a, junto com o índice, imagens e outros tipos de objetos de página, formando no final um único arquivo com a extensão ".mht". As referências ou as hiperligações remanescem inalteradas e este novo arquivo pode ser visto usando o Internet Explorer ou o Microsoft SharePoint Designer.
MHTML
Abreviação de MIME HTML, é um formato de arquivo de página usada para combinar os recursos que normalmente são representadas por links externos (tais como imagens, animações Flash, applets Java, arquivos de áudio), juntamente com o código HTML em um único arquivo. O conteúdo de um arquivo MHTML é codificado como se fosse uma mensagem de email HTML, usando o tipo de MIME multipart / related. A primeira parte do arquivo é normalmente codificados em HTML; partes seguintes recursos adicionais são identificados por suas URLs original e codificado em base64. Este formato é por vezes referido como MHT, após o sufixo. mht dado a esses arquivos por padrão, quando criado pelo Microsoft Word, Internet Explorer ou Opera. MHTML é um padrão proposto, circulou uma edição revisada em 1999 como RFC 2.557,557.

## Utilidade
A grande vantagem é a distribuição. Sendo composta de um único arquivo, é prática e fácil para qualquer tipo de usuário, mesmo que para o mais leigo, tornando portanto a distribuição ou apresentação seu foco principal.
Atualmente, navegadores populares, já têm esta opção como forma de salvar um arquivo, e muitos, como o Opera, também podem visualizá-los.

## Suporte a navegadores Web
Muitos navegadores suportam o formato MHTML, diretamente ou através de extensões de terceiros, mas o processo para salvar uma página web junto com seus recursos como um arquivo MHTML não é padronizado. Devido a isso, uma página da Web salva como um arquivo MHTML usando um navegador pode tornar diferente em outro.

### Internet Explorer
O formato. mht foi introduzido em 1999 com o Internet Explorer 5. Neste formato permite aos utilizadores guardar uma página web e seus recursos como um arquivo MHTML único chamado de "Web Archive ", onde todas as imagens e os arquivos vinculados serão salvos como uma única entidade. Pode, no entanto, ser incapaz de salvar determinadas páginas web corretamente complexos, especialmente aqueles contendo scripts. No Internet Explorer 8 e do Internet Explorer 9 Beta, o formato padrão para salvar o "Salvar como" função é MHTML.

### Opera
Suporte para salvar uma página web, com seus recursos como um arquivo MHTML foi disponibilizado no web browser Opera 9.0.  No Opera 9.50, o formato padrão para salvar o "Salvar como" função é MHTML.

### Firefox
Mozilla Firefox exige um ramal seja instalado para ler e gravar arquivos de MHT. Mozilla Archive Format ([1]) e UnMHT  são exemplos. Ambos são compatíveis com o Firefox 1.0 e posteriores. Ambos irão abrir e salvar páginas da web como arquivos. mht, mas ambos têm problemas de compatibilidade com a abertura desses arquivos no Internet Explorer [3].
Mozilla Archive Format, além de arquivos. mht, pode salvar os arquivos. MAFF, baseadas na compressão ZIP. Como a tecnologia ZIP é amplamente compatível com o sistema operacional Windows e outros softwares, como WinRAR, uma página da Web salva como. MAFF pode ser facilmente extraído para produzir um padrão. htm com uma sub-pasta contendo os arquivos de acompanhamento, bem como um. arquivo RDF. Este formato produzido é compatível com todos os navegadores. MHT arquivos não podem ser extraídas dessa maneira.
UnMHT (versão 5.0.0 ou superior) oferece suporte parcial para arquivos de MHT exportados a partir de aplicações Microsoft Office.
Apesar de o Firefox não oferece atualmente (v3.6.3) incluem suporte para MHTML sem o uso de add-ons, não há código fonte disponível para visualização de arquivos MHTML no âmbito do projecto Thunderbird relacionados, indicando que o apoio futuro no software, tais como o Mozilla Firefox podem se tornar disponíveis sem esse add-ons. Suporte MHTML foi apresentado como uma questão não resolvida no âmbito do projecto Firefox desde 1999 [4], embora o progresso na fixação parece ser moving.as lento "função é MHTML.

### Safari
A partir da versão 3.1.1 (lançado em 2008/05/28) em diante, a Apple Inc. 's navegador Safari não suporta o formato MHTML em tudo.
Em vez disso, como um substituto para MHTML, Safari salva páginas da Web em um formato novo webarchive (extensão de arquivo:. webarchive). Estes foram originalmente feixes diretório pré-Safari 3.0, mas agora são de um único arquivo arquivos de lista de propriedades.
Para os mais técnicos, há uma porta para o Safari UnMHT availablebased em SIMBL carregador de aprimoramento de aplicativos e GreaseKit.

### Konqueror
A partir da versão 3.5.7 (lançado em 2007/05/02), o navegador web do KDE Konqueror não suporta ficheiros MHTML. No entanto, ele inclui um recurso para salvar páginas da web como arquivos individuais ("arquivos da web", na extensão de arquivo de guerra.) que são realmente gzipped tarballs. (Há uma mhtconv projeto paralelo que permite a utilização MHTML com o Konqueror para ambos os ramos 3.xe 4.x do KDE)

### Access NetFront
NetFront 3,4 (em dispositivos como o Sony Ericsson K850) pode visualizar e salvar arquivos MHTML.

### Google Chrome
Em março de 2010, o Google Chrome passou a não suportar a visualização ou salvar arquivos MHTML. No entanto, singlefile é uma extensão que pode permitir ao usuário arquivar uma página completa em um único arquivo como webarchive, MHTML ou MAFF do.97

### GNOME Web
Em versões recentes do GNOME Web é possível salvar em MHTML apenas, usando apenas o comando "Salvar como..." do navegador ou usando a tecla "Shift+Ctrl+S".

## Suporte à edição
Todas as versões do Microsoft Word se o Word 2002 pode abrir e salvar documentos MHTML. [8] [9] Um conversor está disponível pela Microsoft para permitir que o Word 2000 para abrir arquivos MHTML, [10] e um add-on está disponível para permitir que ele guardar ficheiros MHTML [11].
MHTML é também apoiado pelos espectadores do Microsoft Office [12] [13] no Microsoft Word, Microsoft Publisher, Microsoft Excel e Microsoft PowerPoint [14]. editores da Microsoft HTML, como o FrontPage, Expression Web, eo SharePoint Designer, não suportam a edição MHTs.
Um aplicativo do Windows chamado BlockNote suporta MHTs edição [15].
Na plataforma Linux, um utilitário chamado kmhtConvert está disponível para converter arquivos para o formato MHTML Arquivo da Web do KDE.